# Miki (cântăreață)
Miki (n. 4 iunie 1973, Focșani, Vrancea) este o cântăreață română, vedetă de televiziune și jurat în cadrul competiției muzicale "Karaoke star" la Nașul TV. În perioada 1999-2002 a făcut parte din proiectul K-pital, împreună cu Vlad Gheorghiu si Alex Cernahoschi, alături de care a scos 3 albume, astfel cunoscând succesul la nivel național. După 2002, în cariera solo, Miki a mai lansat alte 3 albume.

## Biografie

### Copilăria și educația
"Am fost sfătuită de către Mihaela Runceanu, profesoara mea de canto, să-mi urmez visul și să fac doar ce-mi place! A fost mentorul meu, așa că i-am urmat sfatul. Acum cred cu tărie că în viață poți să fii tot ceea ce îți dorești să fii." 
Miki (pe numele real Mihaela Rodica Marinache) s-a născut pe data de 4 iunie 1973, întrun sat de lângă Focșani, Vrancea unde și-a petrecut copilăria, în casa bunicilor materni. Pasiunea pentru muzică a făcut ca talentul ei să fie descoperit încă din copilărie, la vârsta de 5 ani viitoarea vedetă fredonând deja cântece populare, devenind astfel „starul” serbărilor de la grădiniță și școală. În 1983, după ce mama ei s-a recăsătorit, s-a mutat la București alături de părinți. A cântat  timp de trei ani in corul de copii de la Palatul Pionierilor și Șoimilor Patriei (astăzi Palatul Național al Copiilor) și, în anul 1988, s-a înscris la Școala Populară de Artă unde a avut-o profesoară pe regretata Mihaela Runceanu . 
 
În perioada 2005 – 2008 a frecventat cursurile și a absolvit Facultatea de Muzică, specializarea Pedagogie Muzicală din cadrul Universitatății Spiru Haret.

### Primele succese
După ce a terminat Școala Populară de Artă a participat la diverse festivaluri naționale, obținând numeroase premii:
- Premiul tinereții la Festivalul de Muzică Ușoară - Deva-1990;
- Premiul al III-lea la Festivalul Flori de Mai - Călărași-1990;
- Marele Trofeu la Festivalul Toamna Muzicală Băcăuană - Bacău-1990;
- Premiul de populariate la secțiunea Creație a Festivalului Tinerețe '90 - București-1990;
- Premiul I la Festivalul Vocile Primăverii - București-1991;
- Premii speciale la Festivalul național de muzică ușoară de la Mamaia - edițiile 1991 și 1992.

În 1992 Miki a luat lecții de canto cu George Grigoriu, ceea ce i-a permis să-și lucreze vocea și să ajungă la o  maturitate artistică. Ulterior a cântat live cu orchestre de instrumentiști profesioniști: cu trupa „Verby's” în București și în țară și cu trupa „Soul Band” în turnee prin cluburile internaționale din Norvegia, Suedia, Danemarca, Finlanda. Artista a cântat alături de orchestra Centrului Cultural al Ministerului de Interne.

### Proiectul „K-pital”
Miki este invitată, în anul 1999, să facă parte din trupa K-pital alături de Vlad Gheorghiu și Alex Cernahoschi, inițiatorii acesui proiect muzical de succes. Ca prim rezultat notabil, apare albumul „Vibrații”, după ce piesa cu același titlu intrase în Topul Radio Contact pe locul 1, încă din prima săptămână. Destul de repede, pe 10 decembrie 2000, apare pe piață LP-ul „Hei!”, răsplătit cu Premiul Otto Bravo. A urmat un an de muncă în studio și a apărut albumul „Senzual”, pe 26 octombrie 2001. Piese precum „Visez”, „Undeva”, „Hei !”, „Nu poți să stai deoparte”  sau „Iubirea mea” au propulsat-o pe Miki. În 2001 și în 2002, K-pital primește Premiul Industriei Muzicale Românești pentru cel mai bun proiect tehno . 

### Cariera solo
Artista renunță în 2002 la colaborarea cu K-pital, optând pentru o carieră solo și pentru alt gen muzical, respectiv pop-dance cu influențe house. În același an lansează primul album solo, intitulat chiar „Miki”, incluzând hiturile „Doar noi” și „Mi-e S.T. de tine”, compuse de Marius Moga. În iunie 2003, se lansează cel de-al doilea extras pe single de pe albumul „Miki”, respectiv piesa „Mi-e S.T. de tine”. Odată cu lansarea albumului „Jumătate”, debutul artistei în muzica latino, în anul 2004, Miki urcă în carieră declarând „Mi-am găsit jumătatea, muzica ce-mi vine ca o mănușă”. Primul extras pe single a fost piesa „Fără tine”, în duet cu Pepe (cântăreț), cântată life la Gala premiilor MTV România 2004, stârnind astfel ropote de aplauze. În 2005, luna mai, Miki este nominalizată la secțiunea Cea mai bună voce feminină, în cadrul Premiilor MTV 2005. Luna mai a anului 2006 aduce cu sine lansarea celui de al treilea extras pe single de pe albumul „Jumătate”, piesa „Mai stai”. Toamna anului 2007 este una fructuoasă pentru Miki, pe 4 octombrie lansând albumul „Labirintul inimii”. În mai 2008, apare videoclipul piesei „Mami, te quiero”, o colaborare cu Jorge . Continuă seria de turnee și concerte, adăugând permanent ceva nou, mai cald, mai colorat.
Miki este o mare iubitoare de animale, așa că are grijă de trei simpatice „animăluțe de casă” : „Zuzu”, un cățel bichon havanez, „Mitzi”, o pisică birmaneză  și, ultima venită, „Merry”, o cățelușă maidaneză găsită de Crăciun în fața blocului .

## Discografie
cu K-pital

### Vibrații(15.04.2000)
Roton
1. Intro
2. Kpital
3. Vibrații
4. Nu poți să stai deoparte
5. Bine
6. Visul toboșarului
7. Doresc
8. E ziua mea
9. Oare
10. Drumul spre Soare
11. Vibrații (Underground Mix)

### Hei!(10.12.2000)
Roton

Premiul BRAVO-OTTO 2000
pentru cel mai bun tehno românesc
1. Hei! (vocal version)
2. Două stele (vocal version)
3. Visez...
4. Râzi cu mine
5. Cânt la-la-la
6. Energia
7. Hei! (club version)
8. Două stele (club version)

### Senzual(26.10.2001)
Roton
1. Iubirea mea
2. Undeva
3. În fiecare seară
4. Digital titanium
5. Hei!
6. Două stele
7. Visez
8. Cânt la-la-la
9. Râzi cu mine
10. Meditație
11. Departe
12. Undeva (club version)

albume solo

### Miki(2002)
Roton
1. Doar noi
2. Vreau să pot
3. Suflet hain
4. Mie S.T. de tine
5. Zbor în gândul tău
6. În ritmul meu
7. Doar noi - DJ Allegro&Optick mix
8. Vreau să pot - Dee Jay Andi mix
9. Mie S.T. de tine - Vali Bărbulescu mix

### Jumătate(08.05.2004)
Roton
1. Fără tine - „Tropical Remix” cu Pepe
2. Mai stai
3. Jumătate
4. Nu m-ai iubit
5. O mie
6. Mereu lângă mine
7. Fără tine - „Ballad Version” cu Pepe
8. Ia-mă de mână
9. Șaraiman
10. Leliță Ioană
11. Cine-a pus cârciuma-n drum

### Labirintul inimii(04.10.2007)
Roton
1. Labirintul inimii
2. Bombon feat.Jorge
3. Te quiero feat.Mini Mo
4. Clipe ce dor
5. Inimă nebună
6. De-ar fi să vii
7. Inima sâ-mi dai
8. Oye el carnaval
9. Senzual
10. Clipe ce dor (Latino Version)